# Agnieszka Majewska
Agnieszka Majewska, z d.  Pałka  (ur. 11 maja 1982 w Sosnowcu) – polska koszykarka grająca na pozycji środkowej.
Jej największym sukcesem jest mistrzostwo Polski z Wisłą Kraków (2008) i CCC Polkowice (2013). Zdobyła też dwukrotne wicemistrzostwo Polski z Polfą Pabianice (2001-2002) i CCC Polkowice (2011-2012), a także brązowe medale z Polfą (1999 i 2006), CCC Polkowice (2007) i z Wisłą Kraków (2009). Jest też zdobywczynią Pucharu Polski z MTK Pabianice (1999) i CCC Polkowice (2013).
W 2001 uczestniczyła w mistrzostwach Europy, zajmując z drużyna szóste miejsce, ale zagrała tylko w jednym spotkaniu, w którym nie zdobyła punktu. W 2005 i 2007 występowała w meczach reprezentacji Polski w ramach rozgrywek dywizji A mistrzostw Europy. Jest też brązową medalistką mistrzostw Europy juniorek (2000).

## Osiągnięcia
Drużynowe
- Mistrzyni Polski (2008, 2013, 2017)[1]
- Wicemistrzyni Polski (2000, 2001, 2002, 2011, 2012, 2014)
- Brązowa medalistka mistrzostw Polski (1999, 2005, 2006, 2009, 2015)
- 4. miejsce w Eurolidze (2010)
- Zdobywczyni:
  - Pucharu Polski (1999, 2000, 2004, 2009, 2013)
  - Superpucharu Polski (2008, 2009)
- Finalistka:
  - pucharu Polski (2008, 2014, 2017)[2]
  - Superpucharu Polski (2007)

Indywidualne
- Największy Postęp Sezonu PLKK (2007)[3]
- MVP kolejki FGE (15 – 2006/2007)[4]
- Uczestniczka meczu gwiazd PLKK (2001, 2005, 2008, 2010, 2011 – nie wystąpiła, 2012)
- Liderka
  - Euroligi w blokach (2012, 2014)
  - PLKK w:
    - zbiórkach (2006)
    - blokach (2004, 2006, 2007, 2012–2015)

Reprezentacja
- Brązowa medalistka mistrzostw Europy U–18 (2000)
- Uczestniczka:
  - mistrzostw Europy:
    - 2001 – 6. miejsce
    - mistrzostw Europy U–20 (2000 – 9. miejsce)

  - mistrzostw świata U–19 (2001 – 10. miejsce)
  - kwalifikacji do Eurobasketu (2005, 2007, 2013, 2015)
- Liderka mistrzostw świata U–19 w blokach (2001)[5]